# 44 Nisa
44 Nisa (mednarodno ime 44 Nysa, starogrško starogrško Νύσα: Nísa) je asteroid v glavnem asteroidnem pasu. Spada med redke asteroide tipa E. Pripada asteroidni družini Nisa. Verjetno je največji asteroid iz skupine asteroidov tipa E.

## Odkritje
Asteroid Nisa je odkril Hermann Mayer Salomon Goldschmidt 27. maja 1857. Ime je dobil po gorskem področju Nisa iz grške mitologije.

## Lastnosti
Asteroid ima srednji premer približno 71 km. Leta 2002 je finski matematik Mikko Kaasalainen s sodelavci s pomočjo 63 svetlobnih krivulj določil model oblike asteroida 44 Nisa. Oblika, ki jo je dobil, je koničasta. Iz takšne oblike so sklepali, da je asteroid v resnici dvojni asteroid v dotiku. V letu 2003 so poskušali določiti obliko asteroida 44 Nisa z uporabo Vesoljskega teleskopa Hubble. Tirnica satelita ni omogočala dolgega opazovanja. Zaradi tega so uporabili interferometrično metodo v času, ko je bila daljša os pravokotna na smer gledanja z Zemlje. Primerjali so elipsoidne modele s podatki iz opazovanj. Ujemala sta se oba modela: enojni in dvojni elipsoid. Rezultat kaže na to, da je iz dosedanjih meritev nemogoče reči ali je 44 Nisa enojni ali dvojni asteroid. V letu 2006 so tudi opravili radarsko opazovanje asteroida 44 Nisa z radijskim daljnogledom v Observatoriju Arecibo. Albedo za radarske valove je bil 0,19 ± 0,06, za svelobo v vidnem področju pa 0,44 ± 0,10 Določili so tudi model oblike za asteroid. Za razmerja osi so dobili a/b = 1,7 ± 0,1, a/c = 1,6–1,9, pri tem, da je a os elipsoida 113 ± 10 km. To je dalo za premer 79 ± 10 km. Podatki so kazali tudi na veliko konkavnost v obliki, ki pa ni dovolj velika, da bi to bil dvojni asteroid.